# Jaroslav Timko
Jaroslav Timko (* 28. září 1965) je bývalý slovenský fotbalista, útočník, reprezentant Československa i Slovenska. Za československou reprezentaci odehrál v letech 1992-1993 tři utkání, včetně historického úplně posledního zápasu federální reprezentace 17. listopadu 1993 v kvalifikaci na mistrovství světa 1994 proti Belgii, měl dokonce i poslední gólovou šanci v historii československé reprezentaci, kterou kdyby proměnil, tým Čechů a Slováků by postoupil na šampionát - to se však nestalo a po remíze 0:0 postupovala Belgie. Samostatné Slovensko pak reprezentoval 18x (7 gólů). V československé, české a slovenské lize odehrál 319 utkání a vstřelil 84 gólů. Hrál za Slovan Bratislava (1988-1995), Petru Drnovice (1995-1996) a Spartak Trnava (1996-2001). Se Slovanem získal roku 1992 titul mistra Československa a dvakrát titul mistra Slovenska (1994, 1995).